# Euxoa vilsoni
Euxoa vilsoni är en fjärilsart som beskrevs av George Francis Hampson 1908. Euxoa vilsoni ingår i släktet Euxoa och familjen nattflyn. Inga underarter finns listade i Catalogue of Life.